# Източни славяни
Източните славяни, често отъждествявани в древността с антите, са славянска културно-езикова общност, образувала се през втората половина от първото хилядолетие на нашата ера в Източна Европа. За първи път антите се споменават в историческите трудове на византийски и готски хронисти от VII – VIII век (Йордан, Прокопий Кесарийски и др.). Първата източнославянска държава е Киевска Рус.
Днешните източнославянски държави са Русия, Беларус и Украйна.

## Територия
През VI – IX век източните славяни заемат територията между Карпатите на запад до средното течение на Ока и горното течение на Дон на изток и от Нева и Ладожкото езеро на север до средното течение на Днепър на юг.
Според Енциклопедия Британика между IV и IX век източните славяни се разселват на юг и изток от територията между Елба и Припятските блата. През IX век в същия район от север и юг проникват северноевропейски и близкоизточни търговци и славянското общество влиза в досег с нови икономически, културни и политически реалности.

## История
Ранната история на източните славяни преминава през няколко етапа:
От около 770 до около 830 г., чуждестранни пътешественици-търговци проникват интензивно в района на Волга. Те са от северна Персия и Северна Африка и търсят нови суровини и най-вече роби и преминават през хазарското царство (VII – XI век). От север, от естуарите на реките, вливащи се в Балтийско море, германски търговско-военни отряди започват да проникват в териториите, населени с фини и със славяни, където намират ценни стоки: кехлибар, кожи, пчелен мед, восък и дървесина. Местното население не им оказва съпротива, а и не разполага с авторитетни органи на властта, които да наложат някакви условия върху търговията.
Около 830 г., в търговията в района на Дон и Днепър настъпва упадък. Напротив, тя нараства по северното течение на Волга, където скандинавските търговци, установили се преди това по езерата Ладога и Онега, основават селище, днешен Рязан. Ислямските и западните източници го свързват с първия номинален предводител на Рус и го наричат каган (както хазарския хан). Например Бертинските летописи споменават хора от народа рос (Rhos), чийто цар наричат хан (chacanus or Chacanus), посетили франкския император Лудвиг Благочестиви в Ингелхайм ам Рейн през 839. Това хипотетично държавно образувание на Волга (Руски каганат) може да се счита за предшественик на Киевска Рус.
Славяните, усвояващи Източноевропейската равнина, се смесват с малобройните угро-фински и балтийски племена. През VI – IX век славяните се обединяват в общности, които имат вече не само родов, но и териториално-политически характер и образуват племенни съюзи.
В рамките на няколко десетилетия славяните от Рус, заедно със скандинавски групи, разширяват пътуванията си надолу по водните пътища към Багдад и Константинопол (вж. Път от варягите към гърците), достигайки византийската столица през 860 г. Скандинавските участници стават известни като варяги; това са авантюристи и военни от най-различен произход, предвождани от князе от враждуващи помежду си кланове.
В летописа за разселването на славянските племена са изброени около петнадесет обединения на източните славяни. Терминът „племена“ е предложен от историците, но това са по-скоро племенни съюзи. Тези съюзи включват 120 – 150 отделни племена, вече изгубили имената си. Всяко племе на свой ред се състои от голям брой родове и заема значителна територия с диаметър 40 – 60 km. В центъра на повествованието на летописците са поляните, които живеят по река Рос и дават име на племенния съюз. Това е едно от възможните обяснения на името „рус“.

## Списък на древните източнославянски племена
- поляни,
- древляни,
- северяни,
- драговити,
- радимичи,
- кривичи,
- полочани,
- вятичи,
- словени,
- бужани,
- волиняни,
- дулеби,
- уличи,
- тиверци и
- бели хървати.

От тези племена произлизат съвременните източнославянски народи – руснаци, украинци, беларуси и русини.

## Галерия
- Три поколения руснаци от 1910 г.
- Рисувана съветска пощенска марка от 1961, представяща беларуси в народни носии